# Jambao
Jambao es una banda de cumbia Argentina formada en el año 1999, con influencias del ritmo de la cumbia sonidera de México. Es popular en su país y a nivel internacional especialmente en  Perú, Chile y  Bolivia.

## Historia
En el año 1993 Néstor Ameri, vocalista y líder de la banda debutó en Tentación Bailable, un boliche que se inauguraba en el partido de General San Martín, Buenos Aires.
Tenía 7 años y editaba un disco con su voz junto a la de su padre, de larga trayectoria en la música. El nombre de este dúo familiar se llamó Nestor y Nestor Jrs., y el título del disco fue «La ternura que canta con el alma».
Grabaron cinco temas con Gerardo Gross y con Mencho Producciones, a nivel nacional e internacional.
En el año 1990 la familia Ameri viajó a Perú para acompañar a Nestor., que grabaría grandes éxitos como «Tarde» de Juan Gabriel, «El oso» de Moris, «La mochila azul» del mexicano Pedrito Fernández, entre otros.
Ya de vuelta en Argentina, lanzó el nuevo disco «El ruiseñor de América» incursionando en el pop y la balada. Posteriormente organizaron una gira por Perú, Ecuador y Venezuela.
Luego del intervalo obligado por su crecimiento y desarrollo de la voz y por sus comenzó a tomar clases de canto para reafinar la voz.
Otra vez de vuelta en la Argentina, Néstor Ameri (padre) realizó un casting para elegir a los músicos que hoy conforman Jambao.
A partir de ese momento la banda editó sus discos con la discográfica Distribuidora Belgrano Norte, y posteriormente han alcanzado su disco de oro.

## Miembros
- Ricardo Vargas
- Jonatan Echavarría
- Andrés Gros
- Adrián Alejandro
- Marcos Pajón
- Lucas Roldán
- Martín Gros
- Mauro Echeverría
- Nestor Patricio Ameri

## Discografía

### Álbumes de estudio
- 1999 - "Sonidero 2000"
- 2000 - "Sonidero soy"
- 2002 - "Porque te quiero"
- 2003 - "Momentos"
- 2004 - "Un clásico"
- 2006 - "Sonidero 2006"
- 2007 - "Se parece más a ti"
- 2008 - "Deluxe volumen 10"
- 2010 - "Yo no se mañana"
- 2015 - "Más allá de las estrellas"

### Álbumes en vivo
- 2001 - "En vivo"

### Álbumes reeditados
- 2008 - "Se parece a ti"

### Álbumes recopilatorios
- 2010 - "Grandes éxitos"